# باكاري كونيه

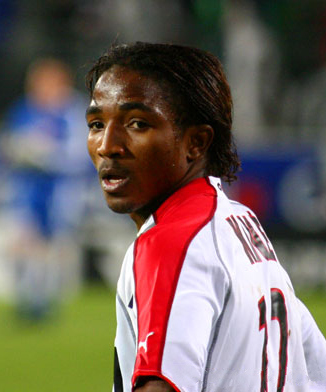
باكاري كونيه

باكاري كونيه (بالفرنسية: Bakari Koné)‏، من مواليد 17 سبتمبر 1981 في أبيدجان في ساحل العاج، لاعب كرة قدم ساحل عاجي يلعب حاليا في نادي باريس. ويلعب مع منتخب ساحل العاج لكرة القدم منذ عام 2004.

## مسيرته

### البداية
بدأ مسيرته الكروية مع نادي أسيك أبيدجان في موسم 2001/2002، وفي موسم 2002/2003 انتقل إلى نادي الغرافة القطري.

### الاحتراف في فرنسا
وفي عام 2003 انتقل إلى نادي لوريان الفرنسي، ولعب معهم حتى عام 2005، وشارك معهم في 68 مباراة وسجل 34 هدف، وفي عام 2005 انتقل إلى نادي مع نادي نيس في صفقة قدرها 1.3 مليون يورو.

### الاحتراف في الخليج
وفي موسم 2010-2011 انتقل لفريق لخويا القطري وحقق معه بطولة دوري نجوم قطر وأفضل لاعب في الموسم بالدوري القطري وفي موسم 2011-2012 بدأ موسمه بنجاح إلى منتصف الدوري حيث تعرض لإصابات لكن عاد من جديد وأكمل مع فريق ليحصل على دوري نجوم قطر مرة أخرى مع الفريق وساعد الفريق في بطولة دوري أبطال آسيا . وفي بداية موسم 2012-2013 أعير لنادي قطر وفي نهاية الموسم سينتهي عقد اللاعب مع نادي لخويا وقد كرم من فريقه لخويا قبل الرحيل ويعتبر أفضل لاعب لعب مع نادي لخويا على مدار التاريخ وسجل أهدافا كثيرة في مشواره مع الأندية الخليجية.
في تموز 2018 وقع عقد انتقال حر مع نادي الإمارات في نفس وقت وجود محاولات التعاقد مع اللاعب من قبل نادي الجزيرة 

## الأهداف الدولية
سجل هدف لمنتخب ساحل العاج في بطولة كأس العالم 2006 أمام هولندا التي فازت. وسجل هدف في بطولة كأس الأمم الأفريقية 2006 أمام منتخب الكاميرون لتنتهي المباراة بالضربات الترجيحية لصالح ساحل العاج الذي حصل على لقب الوصيف. وفي بطولة كأس الأمم الأفريقية 2008 سجل أمام غينيا. وفي الدوري التمهيدي لكأس العالم 2010 سجل في شباك في موزمبيق ومالاوي وغينيا. ليكون المجموع 8 أهداف بالإضافة إلى هدف في مباراة ودية أمام غينيا.